# Presidential Cycling Tour of Turkey 2009
Presidential Cycling Tour of Turkey 2009 – 45 edycja wyścigu kolarskiego Presidential Cycling Tour of Turkey rozpoczęła się 12 kwietnia w Stambule, a zakończyła 19 kwietnia w mieście Alanya.

## Wyniki etapowe

### Etap 1: 12 kwietnia 2009:Stambuł, 142 km
|   | Kolarz             | Drużyna            | Czas       |
| - | ------------------ | ------------------ | ---------- |
| 1 | Mauro Finetto      | CSF Group-Navigare | 3h 35' 14" |
| 2 | Mauro Abel Richeze | CSF Group-Navigare |            |
| 3 | Ruggero Marzoli    | Acqua & Sapone     |            |

|   | Kolarz             | Drużyna            | Czas       |
| - | ------------------ | ------------------ | ---------- |
| 1 | Mauro Finetto      | CSF Group-Navigare | 3h 35' 04" |
| 2 | Mauro Abel Richeze | CSF Group-Navigare |            |
| 3 | Ruggero Marzoli    | Acqua & Sapone     |            |

### Etap 2: 13 kwietnia 2009:İzmir>Kuşadası, 132,5 km
|   | Kolarz            | Drużyna              | Czas       |
| - | ----------------- | -------------------- | ---------- |
| 1 | David García      | Xacobeo-Galicia      | 3h 24' 11" |
| 2 | André Schulze     | PSK Whirlpool-Author |            |
| 3 | Sébastian Siedler | Vorarlberg-Corratec  |            |

|   | Kolarz             | Drużyna            | Czas       |
| - | ------------------ | ------------------ | ---------- |
| 1 | Mauro Finetto      | CSF Group-Navigare | 6h 59' 18" |
| 2 | Mauro Abel Richeze | CSF Group-Navigare |            |
| 3 | David García       | Xacobeo-Galicia    |            |

### Etap 3: 14 kwietnia 2009:Kuşadası>Bodrum, 166,1 km
|   | Kolarz           | Drużyna              | Czas       |
| - | ---------------- | -------------------- | ---------- |
| 1 | André Schulze    | PSK Whirlpool-Author | 4h 24' 05" |
| 2 | Giuseppe Palumbo | Acqua & Sapone       |            |
| 3 | Daryl Impey      | Barloworld           |            |

|   | Kolarz             | Drużyna            | Czas        |
| - | ------------------ | ------------------ | ----------- |
| 1 | Mauro Finetto      | CSF Group-Navigare | 11h 23' 23" |
| 2 | Mauro Abel Richeze | CSF Group-Navigare |             |
| 3 | David García       | Xacobeo-Galicia    |             |

### Etap 4: 15 kwietnia 2009:Bodrum>Marmaris, 166,9 km
|   | Kolarz           | Drużyna      | Czas       |
| - | ---------------- | ------------ | ---------- |
| 1 | Daryl Impey      | Barloworld   | 4h 07' 16" |
| 2 | Davide Malacarne | Quick Step   |            |
| 3 | David Loosli     | Lampre N.G.C |            |

|   | Kolarz        | Drużyna       | Czas        |
| - | ------------- | ------------- | ----------- |
| 1 | David Loosli  | Lampre N.G.C  | 15h 30' 47" |
| 2 | Daryl Impey   | Barloworld    |             |
| 3 | Pieter Jacobs | Silence-Lotto |             |

### Etap 5: 16 kwietnia 2009:Marmaris>Fethiye, 130 km
|   | Kolarz             | Drużyna        | Czas       |
| - | ------------------ | -------------- | ---------- |
| 1 | Olivier Kaisen     | Silence-Lotto  | 3h 15' 52" |
| 2 | Alessandro Fantini | Acqua & Sapone |            |
| 3 | Diego Caccia       | Barloworld     |            |

|   | Kolarz           | Drużyna      | Czas        |
| - | ---------------- | ------------ | ----------- |
| 1 | David Loosli     | Lampre N.G.C | 18h 55' 36" |
| 2 | Daryl Impey      | Barloworld   |             |
| 3 | Davide Malacarne | Quick Step   |             |

### Etap 6: 17 kwietnia 2009:Fethiye>Finike, 194 km
|   | Kolarz        | Drużyna              | Czas       |
| - | ------------- | -------------------- | ---------- |
| 1 | Mauro Finetto | CSF Group-Navigare   | 4h 24' 32" |
| 2 | Danilo Hondo  | PSK Whirlpool-Author |            |
| 3 | Diego Milán   | Acqua & Sapone       |            |

|   | Kolarz           | Drużyna       | Czas        |
| - | ---------------- | ------------- | ----------- |
| 1 | Daryl Impey      | Barloworld    | 23h 20' 09" |
| 2 | Davide Malacarne | Quick Step    |             |
| 3 | Pieter Jacobs    | Silence-Lotto |             |

### Etap 7: 18 kwietnia 2009:Finike>Antalya, 114,5 km
|   | Kolarz          | Drużyna            | Czas       |
| - | --------------- | ------------------ | ---------- |
| 1 | Robert Förster  | Team Milram        | 2h 34' 29" |
| 2 | Daniel Schorn   | Elk Haus           |            |
| 3 | Marco Frapporti | CSF Group-Navigare |            |

|   | Kolarz           | Drużyna         | Czas        |
| - | ---------------- | --------------- | ----------- |
| 1 | Daryl Impey      | Barloworld      | 25h 54' 38" |
| 2 | Davide Malacarne | Quick Step      |             |
| 3 | David García     | Xacobeo-Galicia |             |

### Etap 8: 19 kwietnia 2009:Antalya>Alanya, 166 km
|   | Kolarz              | Drużyna              | Czas       |
| - | ------------------- | -------------------- | ---------- |
| 1 | Sebastian Siedler   | Vorarlberg-Corratec  | 3h 24' 54" |
| 2 | Michael Van Staeyen | Rabobank             |            |
| 3 | André Schulze       | PSK Whirlpool-Author |            |

|   | Kolarz           | Drużyna         | Czas        |
| - | ---------------- | --------------- | ----------- |
| 1 | Daryl Impey      | Barloworld      | 29h 19' 32" |
| 2 | Davide Malacarne | Quick Step      |             |
| 3 | David García     | Xacobeo-Galicia |             |

## Klasyfikacja generalna
|    | Kolarz           | Zespół                       | Czas        |
| -- | ---------------- | ---------------------------- | ----------- |
| 1  | Daryl Impey      | Barloworld                   | 29h 19' 32" |
| 2  | Davide Malacarne | Quick Step                   | +1"         |
| 3  | David García     | Xacobeo-Galicia              | +3"         |
| 4  | Gustavo César    | Xacobeo-Galicia              | +10"        |
| 5  | Diego Milán      | Acqua & Sapone-Caffè Mokambo | +1' 42"     |
| 6  | Mauro Finetto    | CSF Group-Navigare           | s.t.        |
| 7  | Ruggero Marzoli  | Acqua & Sapone-Caffè Mokambo | +1' 45"     |
| 8  | Marco Frapporti  | CSF Group-Navigare           | +1' 54"     |
| 9  | Martijn Keizer   | Rabobank                     | +4' 02"     |
| 10 | Pieter Jacobs    | Silence-Lotto                | +4' 20"     |